# フルンリンクス
フルンリンクス（GroenLinks, 略称: GL）は、オランダ最大の緑の党。党名の邦訳については「緑の左派党」「緑の左翼」「オランダ緑の党」や英訳の「グリーンレフト」などがある。オランダ語の Groen は緑、Links は左（左翼）という意味。

## 概要
労働党よりも左派とされた4党（オランダ共産党（CPN）、福音人民党（EVP）、平和主義社会党（PSP）、急進党（PPR）。合わせて「小さな左派」と呼ばれることもある）が合併して誕生した。4党は1970年代以来、地方選挙や欧州議会議員選挙等で協力等を行っており、1989年には合併に向けた動きが開始された。同年9月の第二院選挙に4党は「フルンリンクス」の統一名簿で選挙に臨み、その後、1990年11月24日にハーグで正式に党が設立された。
進歩主義、緑の自由主義を標榜している。親欧州主義の立場を取っている。
2021年現在、第二院に8議席（定数150議席中）、第1院に8議席（定数75議席中）、欧州議会に3議席を有する。国政においては結党以来、政権与党になったことはなく、第3次マルク・ルッテ内閣に対しても野党の立場を取っている。2023年11月22日の総選挙には労働党と組んで左派連合として臨み、極右の自由党の37議席に次ぐ25議席で議会内第2勢力となった。

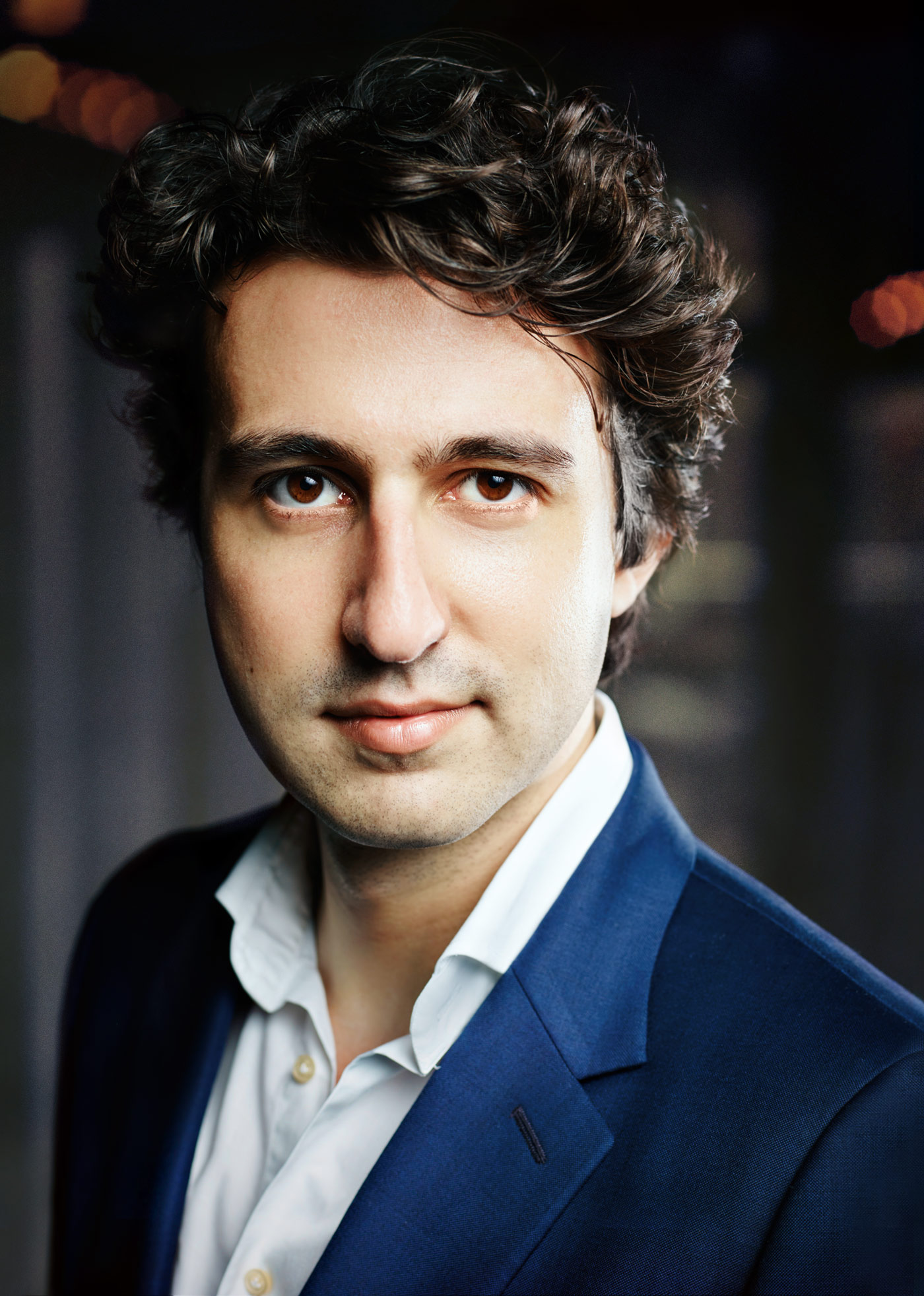
イェッセ・クラーファー党首（2015-）

## 党組織

### 党大会
通常は年に1回開催され、必要な場合は臨時に開かれる場合もある。

### 党員数
2023年時点の党員数は33,806人とされる。

### 関連組織
- DWARS（蘭: DWARS, GroenLinkse Jongerenorganisatie）：青年組織。1991年1月4日設立[6]。
- フルンリンクス科学局（蘭: Wetenschappelijk Bureau GroenLinks）：党シンクタンク。1989年設立。

また、各国の緑の党による国際組織であるグローバルグリーンズ（2001年設立）及び欧州緑の党（2004年設立）に創設時から加盟している。欧州議会の会派は、欧州緑グループ・欧州自由連盟に所属している。

## 選挙結果

### 第二院（下院）
| 選挙年 | 得票数  | %    | 獲得議席数 | +/– | 備考 |
| ------ | ------- | ---- | ---------- | --- | ---- |
| 1989   | 361,324 | 4.07 | 6 / 150    | 3   | 野党 |
| 1994   | 311,399 | 3.47 | 5 / 150    | 1   | 野党 |
| 1998   | 625,968 | 7.27 | 11 / 150   | 6   | 野党 |
| 2002   | 660,692 | 6.95 | 10 / 150   | 1   | 野党 |
| 2003   | 495,802 | 5.14 | 8 / 150    | 2   | 野党 |
| 2006   | 453,054 | 4.60 | 7 / 150    | 1   | 野党 |
| 2010   | 628,096 | 6.67 | 10 / 150   | 3   | 野党 |
| 2012   | 219,896 | 2.33 | 4 / 150    | 6   | 野党 |
| 2017   | 959,600 | 9.13 | 14 / 150   | 10  | 野党 |
| 2021   | 537,308 | 5.16 | 8 / 150    | 6   | 野党 |

### 第一院（上院）
| 選挙年 | 得票数 | %     | 獲得議席数 | +/–      |
| ------ | ------ | ----- | ---------- | -------- |
| 1991   |        |       | 4 / 75     | 1        |
| 1995   |        |       | 4 / 75     | 増減なし |
| 1999   | 16,256 |       | 8 / 75     | 4        |
| 2003   | 10,866 | 6.71  | 5 / 75     | 3        |
| 2007   | 9,076  | 5.56  | 4 / 75     | 1        |
| 2011   | 10,757 | 6.19  | 5 / 75     | 1        |
| 2015   | 9,520  | 5.26  | 4 / 75     | 1        |
| 2019   | 19,363 | 11.05 | 8 / 75     | 3        |

### 欧州議会
| 選挙年 | 得票数  | %     | 獲得議席数 | +/–      | 備考                                |
| ------ | ------- | ----- | ---------- | -------- | ----------------------------------- |
| 1994   | 154,547 | 3.74  | 1 / 31     | 1        |                                     |
| 1999   | 419,869 | 11.85 | 4 / 31     | 3        |                                     |
| 2004   | 352,201 | 7.39  | 2 / 27     | 2        |                                     |
| 2009   | 404,020 | 8.87  | 3 / 25     | 1        |                                     |
| 2009   | 404,020 | 8.87  | 3 / 26     | 増減なし | ※リスボン条約批准後の議席数見直し後 |
| 2014   | 331,594 | 6.98  | 2 / 26     | 1        |                                     |
| 2019   | 599,283 | 10.90 | 3 / 26     | 1        |                                     |
| 2019   | 599,283 | 10.90 | 3 / 29     | 増減なし | ※英国のEU離脱に伴う議席数見直し後   |